# Френкель, Алексей Ефимович
Алексей Ефимович Френкель (род. 4 марта 1971, Москва) — российский банкир. Признан судом заказчиком убийства первого заместителя председателя Центробанка РФ Андрея Козлова, совершённого в Москве 13 сентября 2006 года. В ноябре 2008 года приговорен к 19 годам заключения. Сам Френкель своей вины не признал. Фактически провёл в заключении более 16 лет, в 2023 году вышел на свободу.

## Биография
Родился 4 марта 1971 года в Москве. В 1978 году поступил в среднюю школу города Вольска Вольского района Саратовской области, которую окончил через 9 лет (вместо десяти) с серебряной медалью. В 1992 году окончил с отличием экономический факультет Московского государственного университета.
С 1992 по 1993 год служил ведущим экономистом «Русского акцептного банка». В 1993 году перешёл на службу в банк «Нефтяной», где также возглавил валютный отдел.
С 1994 по 1995 год был уже начальником управления валютно-финансовых операций, заместителем председателя правления банка «Нефтяной». В июне 1995 года стал председателем правления московского банка «Диамант».
В 2000 году пришёл в банк «Виза», переименованный в «ВИП-банк», где занимал посты в правлении и совете директоров. Хотел включить банк в систему страхования вкладов, однако встретил сопротивление Андрея Козлова.
В июне 2006 года ЦБ РФ отозвал лицензию у «ВИП-банка»: по сообщению департамента внешних и общественных связей Банка России, «ВИП-банк» допускал нарушения законодательства и обналичивание незаконных денег. По мнению следствия, это стало мотивом убийства Козлова.

### Дело Козлова
13 сентября 2006 года вечером в Сокольниках было совершено покушение на Козлова, на следующее утро он после операции, не приходя в сознание, умер. Погиб также водитель Козлова. Уголовное дело по факту убийства было возбуждено по части 2 статьи 105 УК РФ. В октябре 2006 года были задержаны предполагаемые исполнители убийства, чуть позже — ещё несколько подозреваемых.
12 января 2007 года Басманный суд Москвы выдал санкцию на арест знакомой Френкеля Лианы Аскеровой — москвички, владелицы ресторана, связанной с финансовыми структурами и подозреваемой в причастности к убийству Козлова. 15 января 2007 года Басманный суд Москвы выдал санкцию на арест Френкеля.
Аскерова, по данным следствия, оказала помощь Френкелю в поисках исполнителей для совершения убийства Козлова, обратившись к украинскому бизнесмену Борису Шафраю. Тот обратился к бандиту из Луганска Богдану Погоржевскому, который нанял киллеров — Алексея Половинкина, Максима Прогляду и Александра Белокопытова, в то время занимавшихся частным извозом в Москве.
17 января 2007 года Генпрокуратура предъявила Френкелю обвинение в организации убийства Козлова.
22 мая 2007 года Генпрокуратура завершила следствие по делу об убийстве Козлова. Обвиняемым и их защите предоставлена возможность ознакомиться с материалами дела. Сам Френкель своей вины не признал.
28 октября 2008 года Френкель и остальные обвиняемые были признаны судом виновными в подготовке и совершении убийства Козлова.
Гособвинение потребовало для Френкеля и непосредственного исполнителя пожизненного заключения, а для остальных фигурантов дела — сроки от 9 до 20 лет колонии.
13 ноября 2008 года Мосгорсуд приговорил Френкеля, как заказчика убийства Козлова, к 19 годам тюрьмы.
Остальным шести подсудимым Мосгорсуд назначил наказание от 6 лет лишения свободы до пожизненного заключения.
Суд также удовлетворил гражданский иск потерпевших на 10 млн рублей в пользу отца убитого Андрея Козлова. Суд постановил взыскать с Френкеля, Половинкина и с Прогляды по 2 млн рублей, а с остальных обвиняемых — по 1 млн рублей.
Подсудимый Белокопытов был оправдан судом по статье «незаконное хранение оружия», но признан виновным в убийстве, суд назначил ему наказание 10 лет заключения. К подсудимому Богдану Погоржевскому за сотрудничество со следствием суд применил 64 статью УК РФ и назначил ему наказание ниже предусмотренного за данное преступление — 6 лет заключения в колонии строгого режима. Один из непосредственных исполнителей убийства Алексей Половинкин приговорён к пожизненному заключению, а Максим Прогляда — к 24 годам лишения свободы. Двух посредников, Лиану Аскерову и Бориса Шафрая, суд приговорил к 13 и 14 годам заключения соответственно.
Кроме того, судья Наталья Олихвер вынесла частное постановление в адрес коллегии адвокатов о принятии мер в отношении ряда участвовавших в процессе защитников.
В ноябре 2009 года Верховный Суд РФ отклонил кассационную жалобу Френкеля и других осуждённых. Приговор вступил в законную силу.

## В заключении
Наказание отбывал в Красноярском крае, сначала в ИК-16 (Уяр, посёлок Громадск), а затем в ИК-17. С 2013 года содержится в колонии строгого режима «ФКУ ИК-8» (г. Лабытнанги Ямало-Ненецкого автономного округа). Затем был переведён в ИК в Саратовскую область. В мае 2023 году телеграмм-канал ВЧК-ОГПУ сообщил, что Френкель стал партнёром в адвокатской конторе Ивана Миронова, с которым ранее сидел в одной камере в СИО 99/1. Таким образом, Френкель провёл в заключении более 16 лет и освобождён условно-досрочно.

## Личная жизнь
Находясь в местах лишения свободы, Френкель вступил в брак с женщиной по имени Лариса. Детей у него пока нет.